# Prix Michelin d'aviation
Ne doit pas être confondu avec Coupe Michelin Internationale.
Le Prix Michelin d'aviation est une récompense de 100 000 francs attribuée au premier aviateur réalisant un vol Paris/sommet du Puy de Dôme en faisant le tour de la cathédrale de Clermont-Ferrand en moins de 6 heures à bord d'un aéronef avec deux occupants. Ce prix a été proposé par les frères Michelin, Édouard et André, le 6 mars 1908. Le prix a été remporté par Eugène Renaux accompagné d'Albert Senouque qui ont posé leur biplan Maurice Farman à moteur Renault le 7 mars 1911 à 14 h 23, après 5 h 10 de vol.

## Le règlement
« Ce prix sera attribué au pilote du premier appareil à deux places occupées qui établira, avant le 1er janvier 1918, le record suivant, régulièrement homologué : s'envoler d'un point quelconque des départements de la Seine ou de Seine-et-Oise, passer au-dessus du parc de l'Aéro-Club de France, voler jusqu'à Clermont-Ferrand, virer autour de la cathédrale en la laissant à droite et à une distance d'environ 1 300 mètres, puis venir se poser au sommet du Puy-de-Dôme, dans la zone délimitée par la dernière branche du chemin de fer. Le parcours devra être effectué dans un délai moindre de six heures, temps chronométré du passage au-dessus de l'Aéro-Club de France à l'atterrissage au sommet du Puy-de-Dôme. »

## Contexte
Au 6 mars 1908, au moment de la création de prix, le record de durée de vol établi par Henry Farman n'est que de 1 min 28 s, ce qui explique l'accueil railleur de la presse à l'annonce de la création du prix Michelin d'aviation, L'Aurore titrant par exemple « Paris-Clermont en avion, la bonne blague ! »

## Tentatives avortées

### La tentative de Weymann et Fay

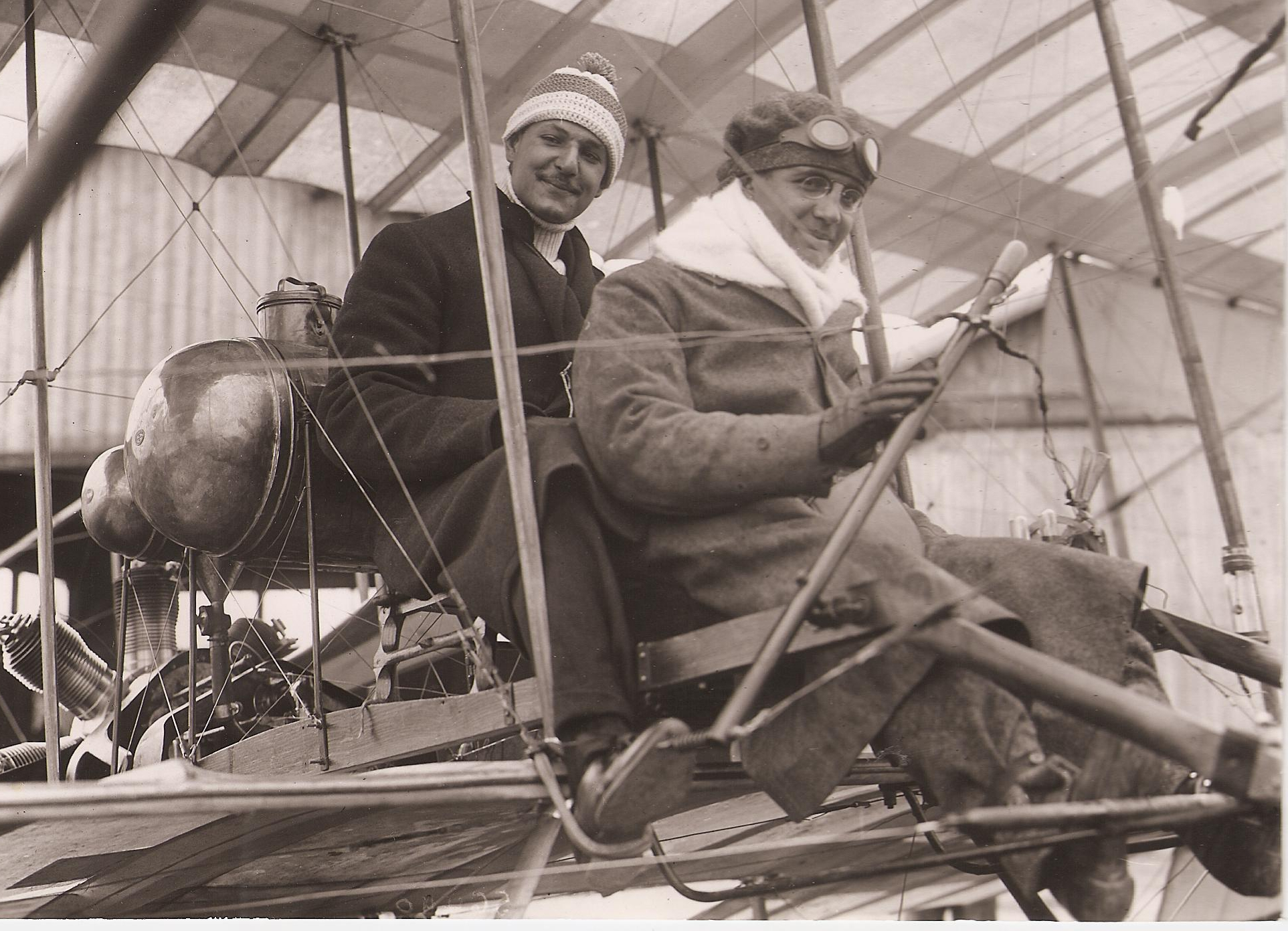
Maurice-Louis Branger, Weymann et Fay avant leur tentative, Grand prix Michelin 1910.

En septembre 1910, Charles Weymann et Manuel Fay effectuent la première tentative à bord d'un biplan Farman. Décollés de Buc, ils sont gênés par la brume à partir de Nevers et s'égarent : lorsqu'ils retrouvent leur chemin près de Volvic à seulement 15 km du but, le délai de 6 h fixé par le règlement est dépassé. Ils sont obligés d'atterrir dans le hameau d'Égaules. Cette expédition aérienne est un exploit, présenté comme tel par la presse spécialisée et mentionné dans la presse quotidienne,.

### La tentative des frères Morane
Fin septembre 1910, Robert Morane vient dans la région de Clermont-Ferrand pour reconnaître le « minuscule terrain d’atterrissage ». Le 5 octobre 1910, Robert et Léon Morane effectuent la deuxième tentative au départ d'Issy-les-Moulineaux. Après avoir longuement fait chauffer le moteur 100 H P 4 cylindres de leur monoplan Blériot, ils décollent et passent à la verticale du parc de l'Aéro-club de France à 9 h 48 min 33 s, ce qui lance le chronométrage officiel. Ils s'écrasent en route près de Boissy-Saint-Léger, blessant grièvement ses occupants : Léon a une jambe cassée et Robert souffre de contusions internes.

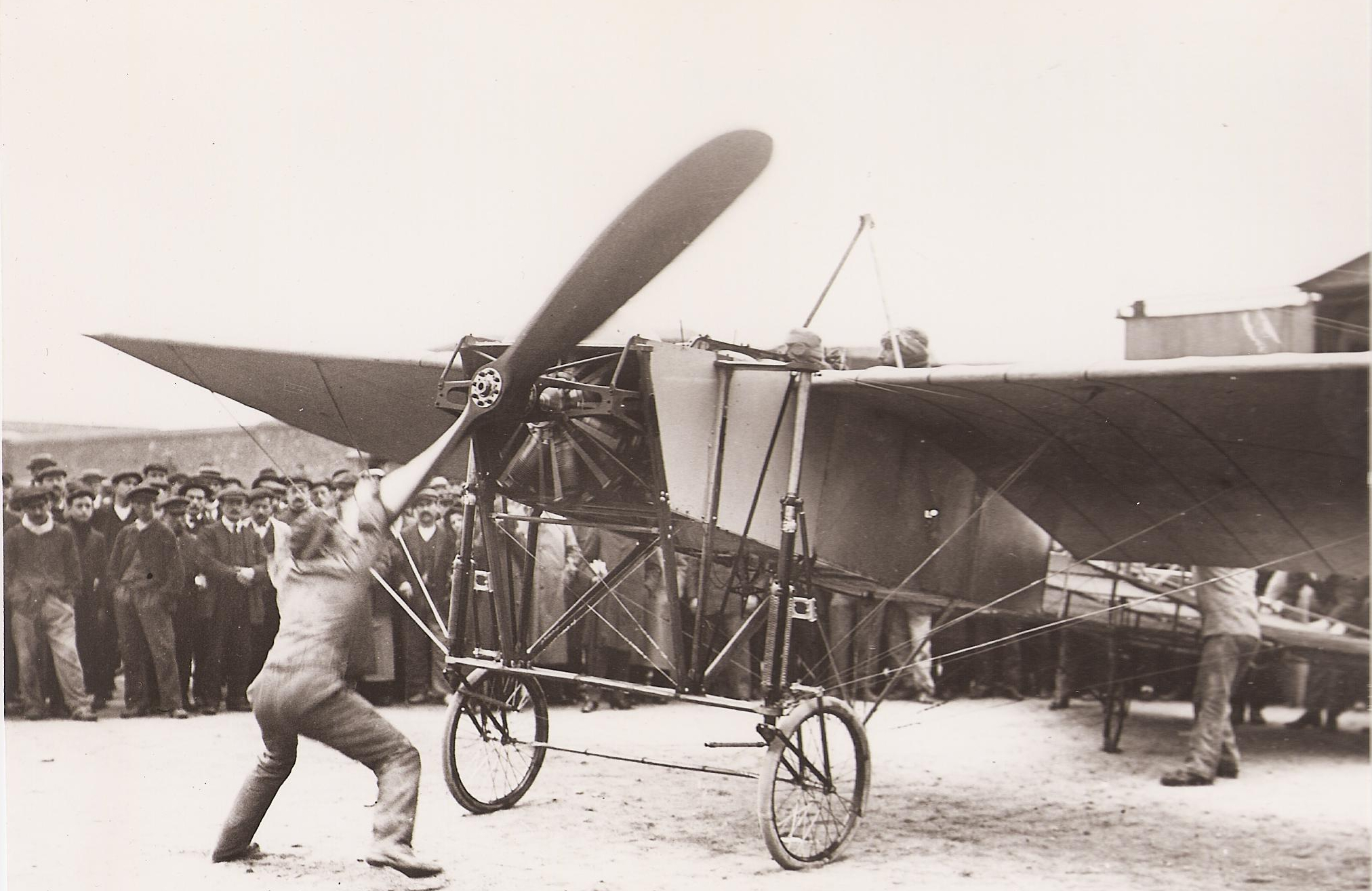
Léon et Robert Morane, mise en route du moteur avant la tentative.
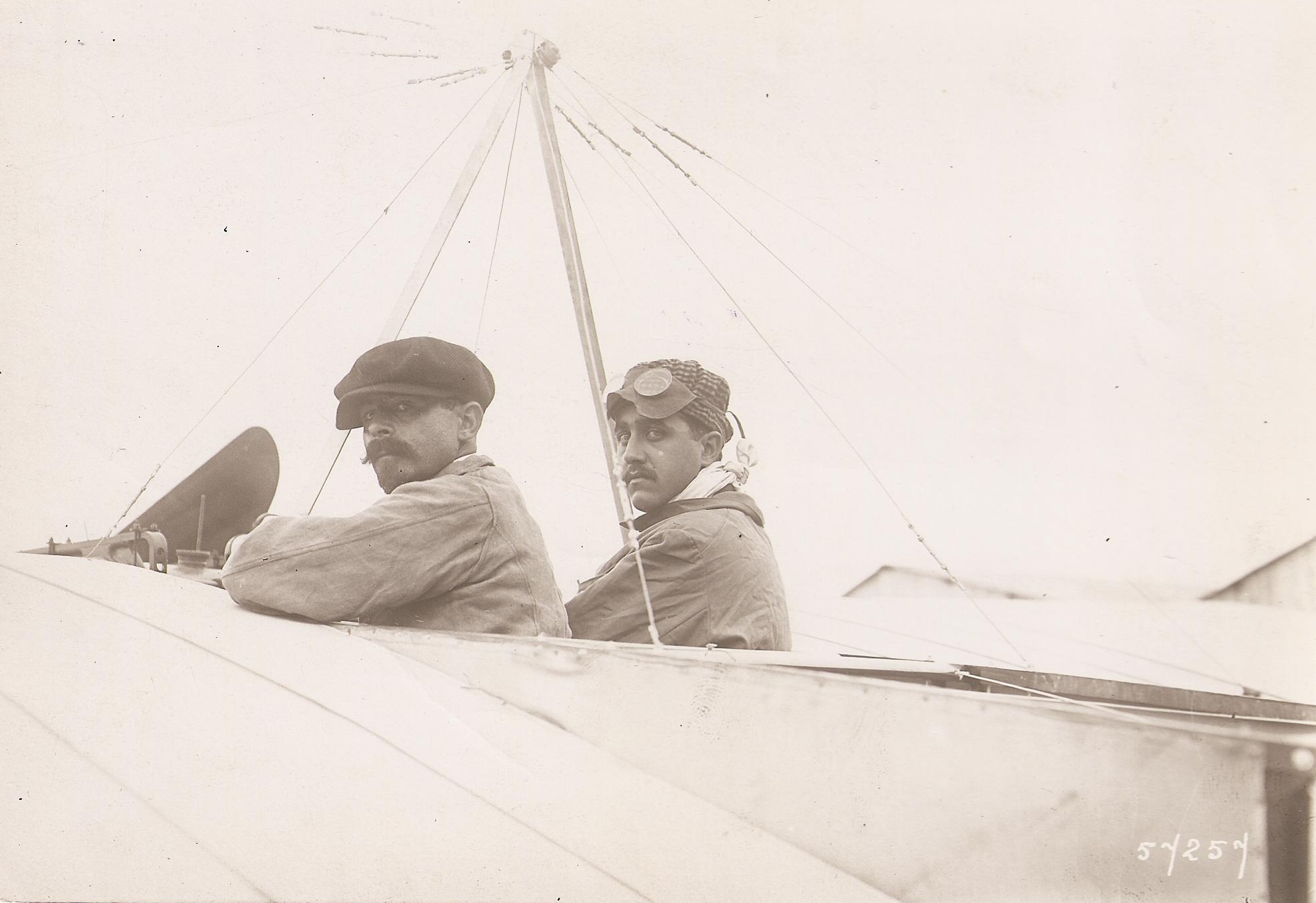
Léon et Robert Morane avant le départ.
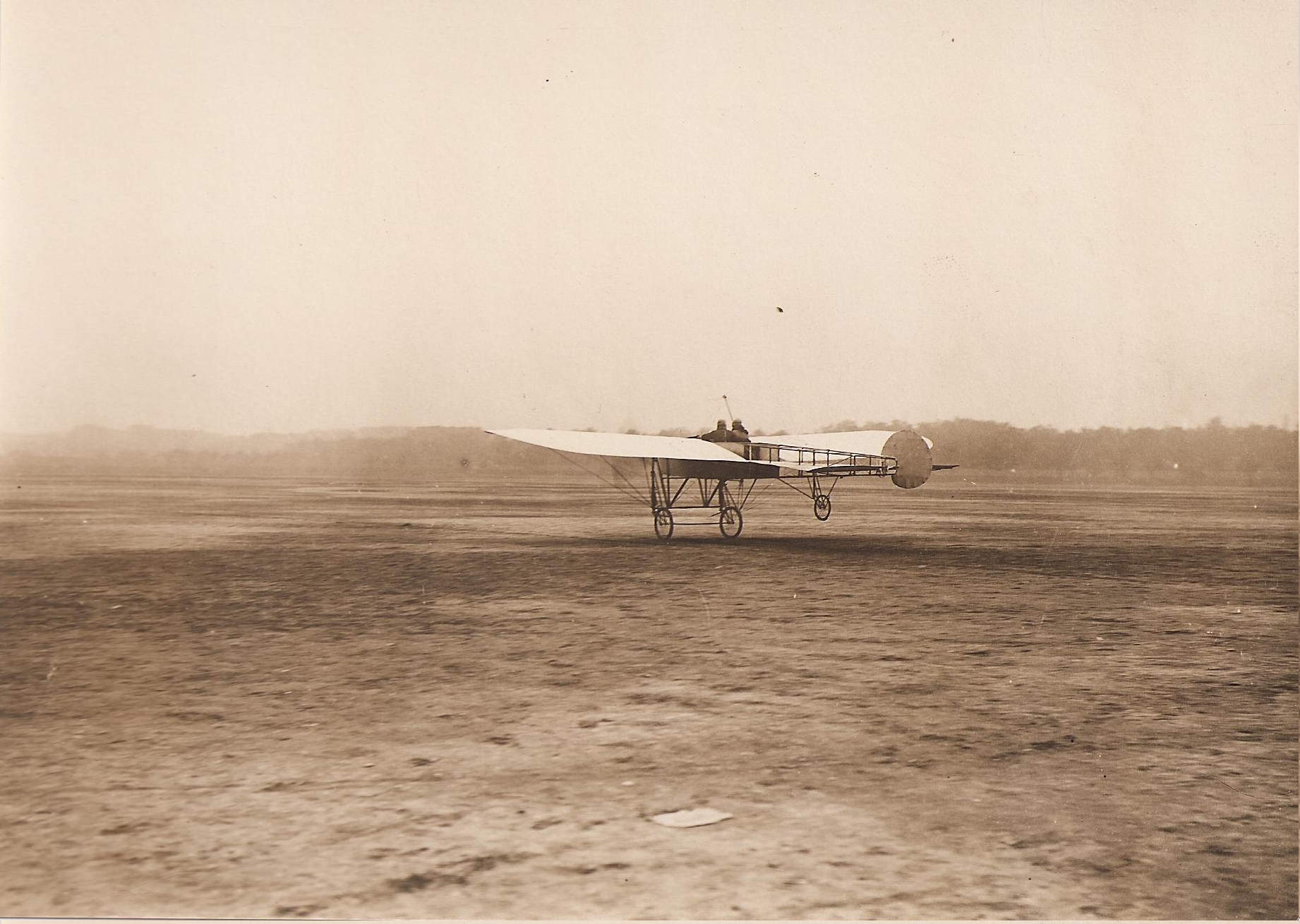
Léon et Robert Morane au décollage pour leur tentative.

Cet accident conduit André Michelin le 6 février 1911 à rajouter aux conditions d'obtention du prix que l'aéronef à l'arrivée ne soit pas brisé, afin d'obliger les concurrents à utiliser des aéronefs susceptibles d'atterrir en douceur.

## La tentative réussie d'Eugène Renaux et Albert Senouque

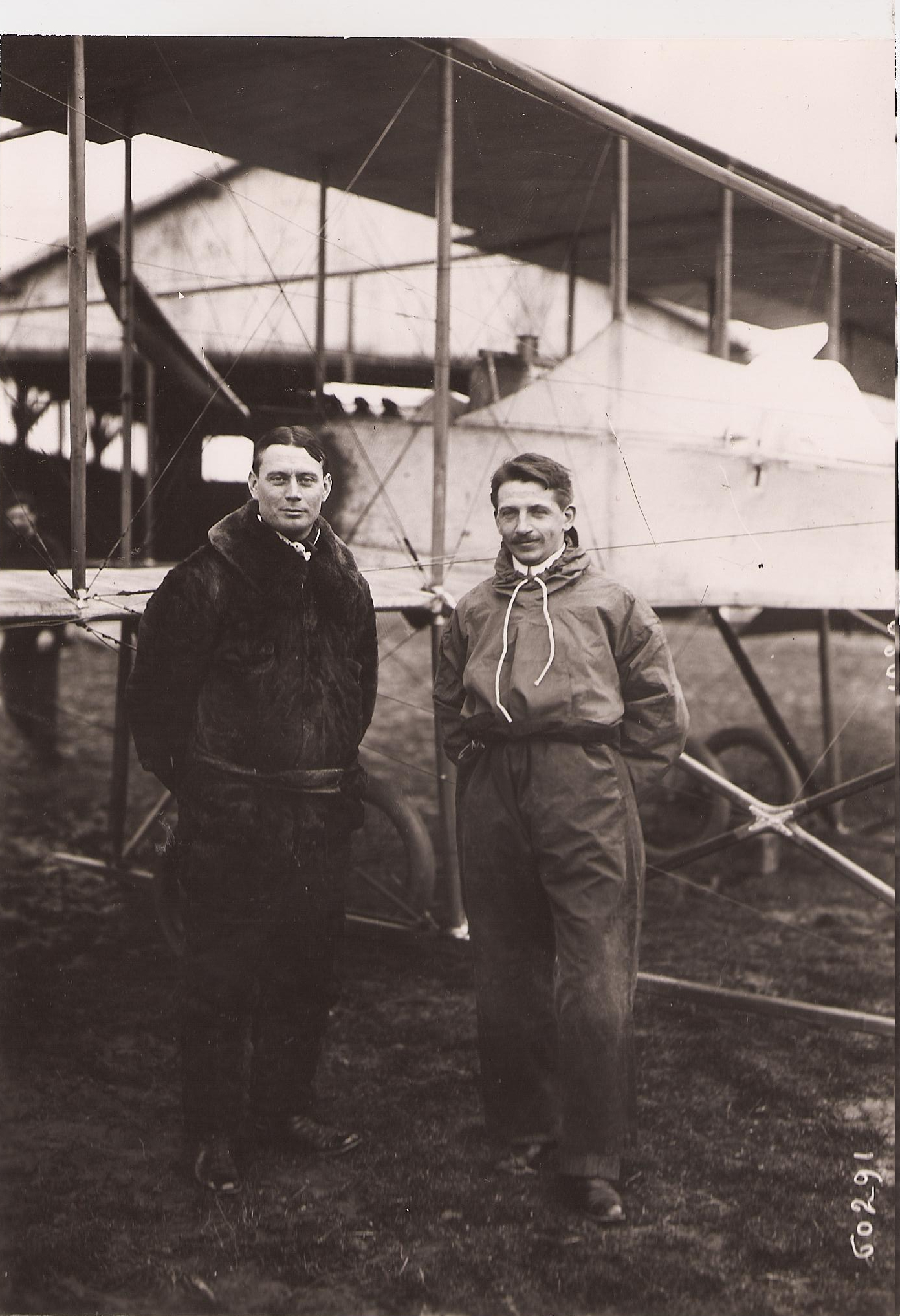
Eugène Renaux et Albert Senouque avant le départ, Prix Michelin d'Aviation 1911

Le 7 mars 1911, Eugène Renaux et son passager Albert Senouque remportent le prix en réalisant le vol en 5 h 10 min, ravitaillement compris.

### Préparation du vol
Au matin du 7 mars 1911, Eugène Renaux se rend dans un garage de Paris en compagnie de Maurice Farman du commissaire et du chronométreur officiel afin de faire le point sur les conditions météorologiques sur le parcours. Le règlement imposant de démarrer le chronomètre en vol à la verticale du parc de l'Aéro-Club de France, près de Saint-Cloud, Renaux se rend ensuite à l'aérodrome Maurice Farman, à Buc, où son aéronef, un biplan Farman muni d'un moteur Renault, l'attend. À 9 h 12, Eugène Renaux et son passager Albert Senouque, survolent le parc : le chronomètre est déclenché. Pour remporter le Prix, ils devront se poser au sommet du Puy de Dôme avant 15 h 12.

### Le vol et les ravitaillements
À 10 h 18, ils passent au-dessus de Montargis.
À 11 h 53, Renaux et Senouque se posent sur l'aérodrome des Peupliers, près de Nevers pour se ravitailler. Une foule importante les y attend, et pendant que Senouque fait le plein, Renaux en profite pour s'alimenter. Ils redécollent à 12 h 7.
À 13 h 20, ils survolent Moulins où la foule s'est amassée sur les quais de l'Allier pour les voir passer. 
Après avoir survolé Gannat, ils enroulent la cathédrale de Clermont-Ferrand à 14 h 10, comme le stipule le règlement, les cloches de la cathédrale et les sirènes de l'usine Michelin retentissant spécialement pour l'occasion.

### L'arrivée

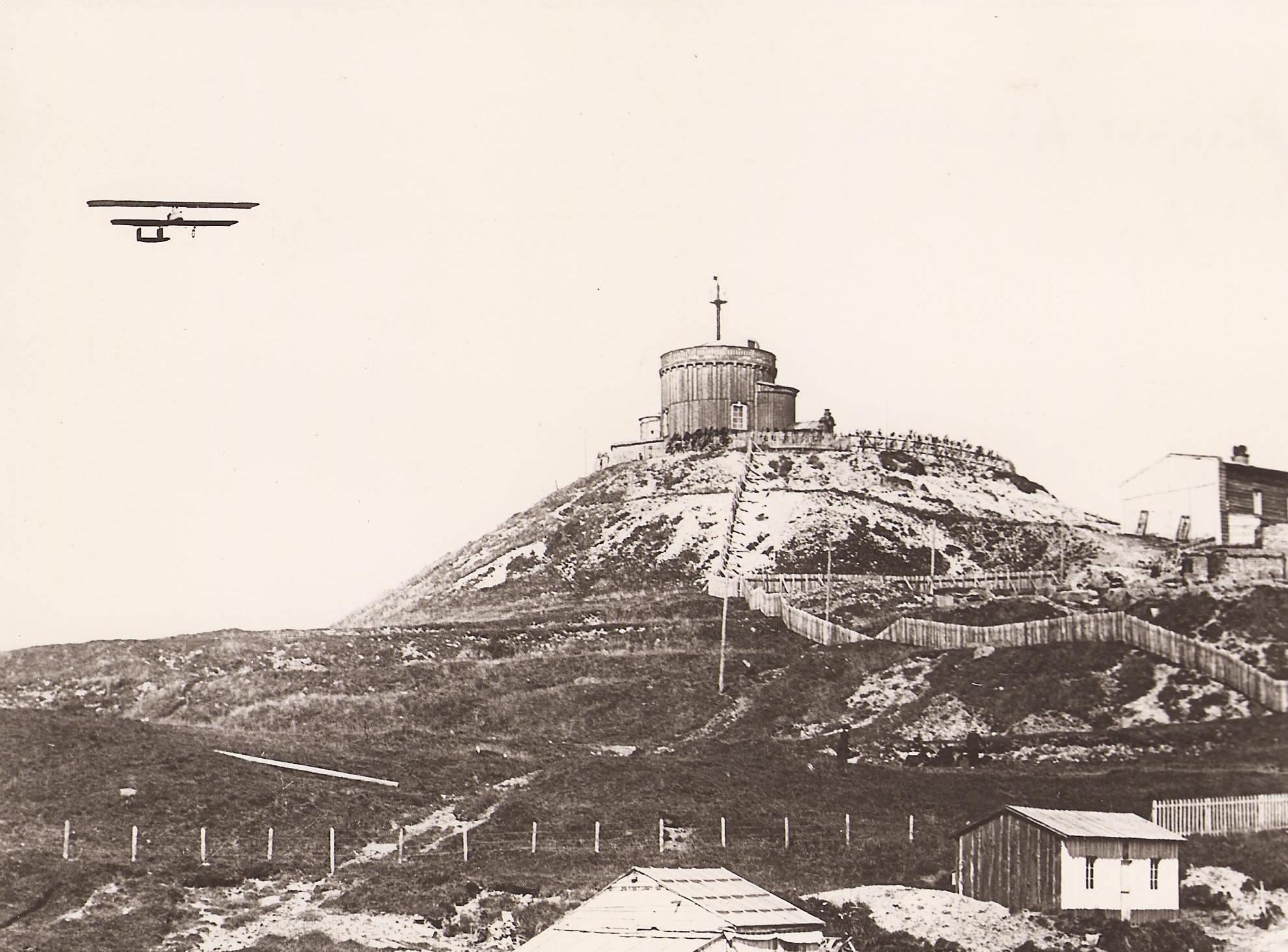
Arrivée d'Eugène Renaux et Albert Senouque sur le Puy de Dôme.

Renaux et Senouque se posent en douceur au sommet du Puy de Dôme à 14 h 23, soit 5 h 10 min après la verticale de l'Aéro-club de France, en ayant survolé la cathédrale de Clermont-Ferrand au passage : toutes les exigences étant remplies, ils remportent le Prix Michelin d'aviation et les 100 000 francs promis aux vainqueurs.

### Commémoration

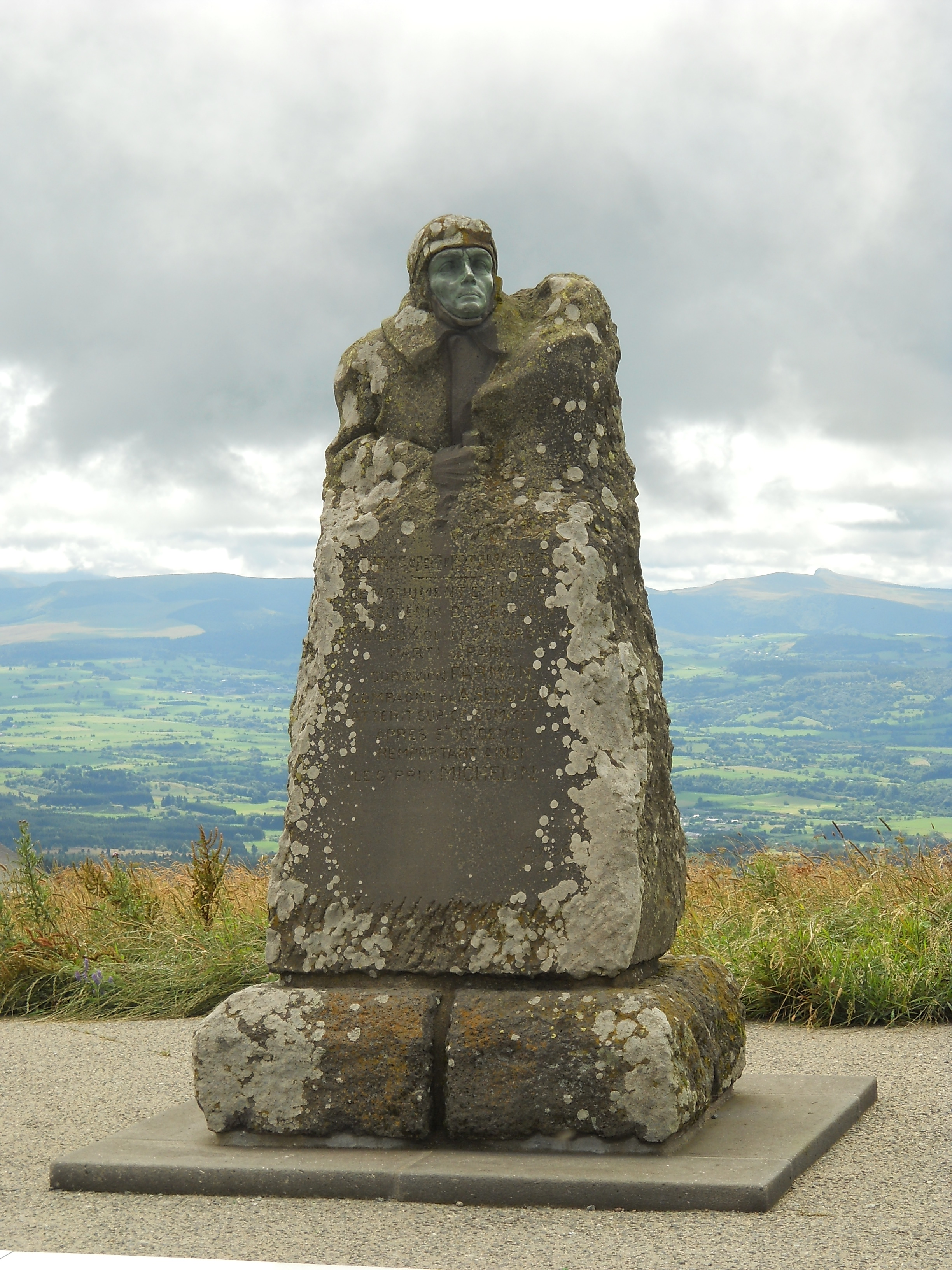
Stèle au sommet du Puy de Dôme rappelant l'exploit d'Eugène Renaux.

Une stèle de Raoul Mabru est inaugurée le 8 juillet 1923 sur le sommet du Puy de Dôme, à l'endroit où Eugène Renaux et Albert Senouque se sont posés.
Pour célébrer le centenaire de l'évènement, L'Aventure Michelin, musée consacré à l'histoire du groupe Michelin, a présenté en mars 2011 une exposition itinérante sur le sujet.